# 安鼎福
安鼎福（：／，1712年—1791年7月20日），字百順，號順庵，漢山病隱，虞夷子，橡軒，本貫廣州安氏，朝鮮王朝后期的政治家及歷史家，思想家。性理學者兼實學者爵位廣成君。他的東史綱目的著者，朝鮮正祖的世孫時期的老师之一。
安鼎福研究过西学，他说：“西洋书自宣庙末年，已来于东。名卿硕儒，无人不见，视之如诸子道佛之属，以备书室之玩”。

## 著作
- 順庵文集
- 東史綱目
- 癸甲日錄